# Rhodophthitus barlowi
Rhodophthitus barlowi là một loài bướm đêm trong họ Geometridae.